# 新布萊恩 (阿肯色州)
新布萊恩（英語：New Blaine）是位於美國阿肯色州洛根縣的一個人口普查指定地區。

## 地理
新布萊恩的座標為35°17′22″N 93°25′13″W / 35.28944°N 93.42028°W，而該地最高點為海拔高度106米（即348英尺）。

## 人口
根據2020年美國人口普查的數據，新布萊恩的面積為4.93平方千米，當中陸地面積為4.13平方千米，而水域面積為0.80平方千米。當地共有人口173人，而人口密度為每平方千米35人。